# Маријан Масни
Маријан Масни, (чеш. Marián Masný; Рибани, 13. август 1950) је бивши словачки и чехословачки фудбалер. Освојио је злато на Европском фудбалском првенству 1976.

## Каријера
За Чехословачку репрезентацију је одиграо 75 мечева и постигао 18 голова. Прву утакмицу у националном дресу одиграо је 25. септембра 1974. против Источне Њемачке. Чехословачка је побиједила 3:1. Са репрезентацијом је учествовао на Европском фудбалском првенству 1976.гдје је освојио златну медаљу, затим на на Европском фудбалском првенству 1980. гдје су заузели треће мјесто и Свјетског првенства 1982. године. Посљедњу репрезентативну утакмицу одиграо је против Француске у Ваљадолиду 24. јуна 1982. Два пута је освојио шампионат Чехословачке (1973/74, 1974/75) као и куп (1973/74, 1981/82). Био је најбољи стријелац чехословачког првенства 1980/81.
Његов старији брат Војтех Масни је такође био фудбалер. Наступао је за  из Тренчина и репрезентацију Чехословачке са којом је освоји сребрену медаљу на Љетним олимпијским играма 1964. у Мексико Ситију. Занимљиво је да је и његов син Маријан Масни млађи наступао у истим клубовима као и његов отац.